# Lodovico Burnacini
Lodovico Ottavio Burnacini (1636 – Vienna, 1707) è stato un architetto e scenografo italiano, influente sull'arte scenografica contemporanea e successiva. Assieme al padre Giovanni Burnacini divenne famoso per aver introdotto a Vienna il sistema di scenografia in stile fiorentino-veneziano sviluppato da Giovan Battista Aleotti.

## Biografia

### Origini e nascita
Lodovico Ottavio fu figlio di una certa Grazia e dell'architetto teatrale Giovanni Burnacini di Cesena, dal quale apprese fin da giovane le arti dell'architettura teatrale e della scenografia.
Giorno e luogo di nascita di Lodovico Ottavio sono ancora sconosciuti. Per quanto riguarda il luogo di nascita, recenti ricerche non sono state in grado di confermare i riferimenti della letteratura ottocentesca a Mantova, successivamente riportati da diverse monografie e voci enciclopediche. Anche riguardo a eventuali incarichi di Giovanni Burnacini nella stessa città, dalle fonti d'archivio non è stato possibile rinvenire alcun documento.
Poiché, invece, già dal 1636 è documentata un'intensa attività artistica e continua di Giovanni Burnacini a Venezia, sembra plausibile che Lodovico Ottavio sia nato proprio nella città lagunare.

### Formazione e influenza veneziana

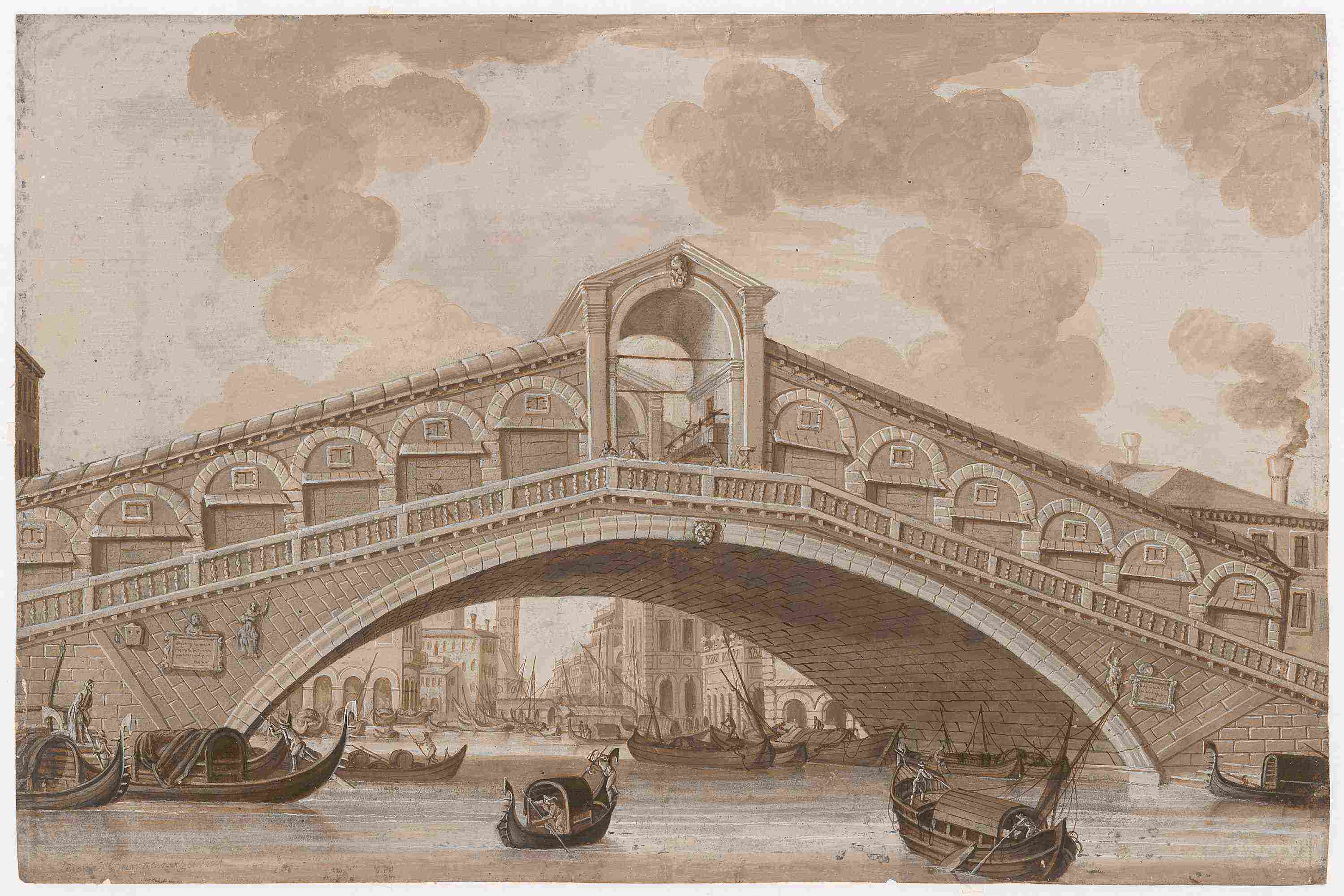
Lodovico Ottavio Burnacini: "Ponte di Rialto" con Pantalone, Vienna fine del XVII secolo. Vienna, Theatermseum.

A metà del XVII secolo Venezia era una delle città teatrali più importanti d'Europa e Lodovico Ottavio Burnacini, lavorando nella bottega del padre Giovanni – che dagli anni '40 conduceva teatri famosi come il San Cassian, il Teatro Santi Giovanni e Paolo e il Teatro Santissimi Apostoli – entrò molto precocemente in contatto con il mondo del teatro, potendo osservare da vicino la stretta collaborazione di impresari, ingegneri, compositori, musicisti, attori e ballerini ecc. È plausibile che in quel contesto,  durante il carnevale, egli abbia anche visto le feste in maschera sulle calli e sui campi di Venezia così come le esibizioni dei comici dell'arte, al tempo molto presenti e apprezzate. Nel suo corpus di disegni conservati al Theatermuseum di Vienna, infatti, si ritrovano numerosi riferimenti al mondo della Commedia dell'arte, che indicano l'importanza di tali esperienze della sua giovinezza.
Senza dubbio Lodovico Ottavio deve aver goduto di un'intensa formazione nella bottega paterna. Alcune sue prime incisioni create su disegni di Giovanni, come una intitolata Trionfo del SS. Sacramento (Praga, 1652), dimostrano, infatti, la stretta e lunga collaborazione tra padre e figlio.

### Il trasferimento a Vienna
Dopo aver effettuato una formazione artistica, un apprendistato ed una prima parte di carriera nella sua città, nel 1652 si spostò a Vienna, seguendo il padre, per prestare i suoi servigi alla corte imperiale.
In poco tempo ottenne l'incarico di architetto di fiducia di Leopoldo I e progettò numerose strutture, quali l'ala del palazzo imperiale di Trakt nei cinque anni successivi al 1660, il rifacimento del teatro di corte nel 1665 e una sezione del castello di Laxenburg nel 1676.
Due anni dopo realizzò la decorazione de Il Pomo d'Oro, una festa teatrale realizzata per celebrare le nozze reali di Leopoldo e Margherita, che gli procurò una certa notorietà e successivamente fu invitato a decorare numerosi palazzi della capitale.
Una volta terminate le ostilità con i Turchi ed esaurito l'assedio, nel 1683 fu ingaggiato per la ricostruzione dei palazzi imperiali, tra i quali il castello della Favorita e quello di Eberdorf.
Nel 1687 con Paul Strudel, partecipò al progetto e alla realizzazione della Colonna della Peste sul Graben e assieme allo scultore Johann Bernhard Fischer von Erlach eresse il Mehlgrube nel mercato viennese.
Seguì lo stile architettonico del padre, prediligendo le prospettive ad asse centrale con fuga all'infinito, oltre che le decorazioni allegoriche e antropomorfiche di ispirazione nordica.
Il teatro di corte rifatto da Burnacini si distinse per le grandi dimensioni, per un palcoscenico basso caratterizzato dalla predisposizione ad accogliere numerose decorazioni sequenziali, per uno splendido palazzo del proscenio, per un soffitto orizzontale decorato con raffinatezza ed eleganza prospettica.
Oltre a questa attività architettonica, Burnacini si distinse soprattutto come scenografo teatrale e come costumista di opere allestite al teatro di corte, eseguendo le scene di oltre un centinaio di opere, abitualmente con la collaborazione musicale di Draghi, Perti, Bertali, Ziani e su libretti di Minato.
L'importanza del suo lavoro e la sua influenza sull'arte scenografica delle epoche seguenti è attestata dalla conservazione di suoi numerosi disegni presso la Biblioteca nazionale austriaca.

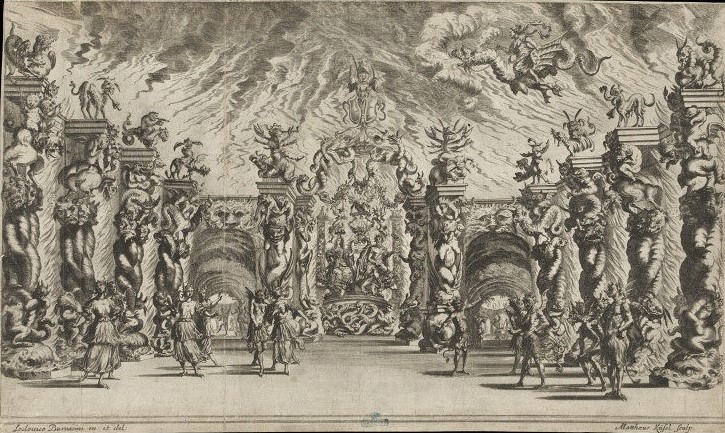
Scenografia degli Inferi per l'opera Il Pomo d'Oro di Antonio Cesti, messa in scena di Vienna, 1668, incisione di Matthäus Küsel
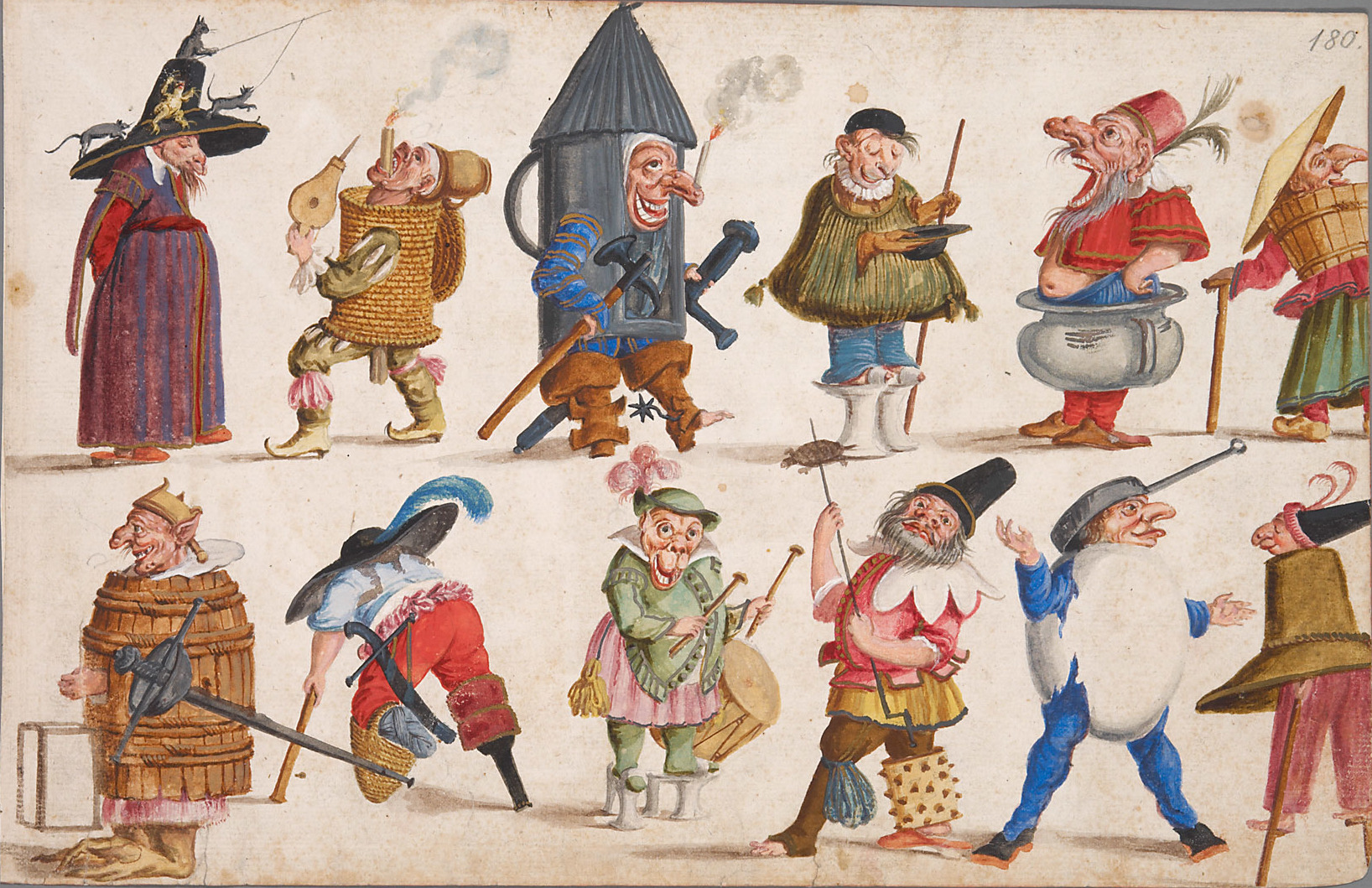
Costumi per personaggi grotteschi e della commedia dell'arte, 1680
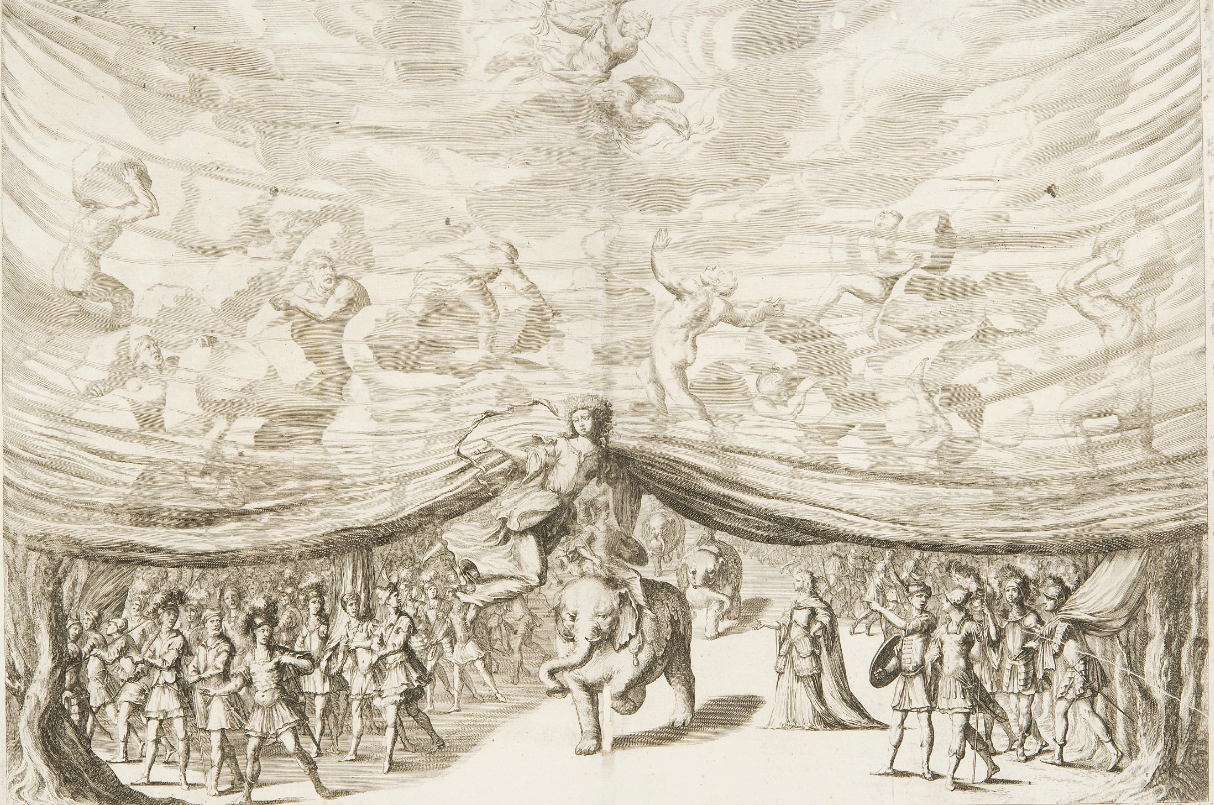
Scenografia per l'opera La monarchia latina trionfante, di Antonio Draghi, 1678, incisione di Matthäus Küsel